# Jérôme Nunzio Matteo Terzo
Pour les articles homonymes, voir Jérôme.
Jérôme Nunzio Matteo Terzo (1683-1758), en religion Jérôme de Jésus Marie Joseph, est un ermite italien, né à Noto en Sicile. Après s'être occupé de l'ermitage de Santa Maria Scala del Paradisio (Notre-Dame l'échelle vers le paradis), il entre dans l'Ordre du Carmel, dans le couvent qu'il a fait construire près de l'église (Santa Maria della Scala). Il donne une grande impulsion à la dévotion de Notre-Dame della scala et partage sa vie entre la contemplation et la prédication. Il décède en 1758, il est enterré dans le sanctuaire.
Considéré par beaucoup de ses contemporains comme un saint, son procès en béatification démarre en 1796. Un temps suspendu, celui-ci a été relancé au cours du XXe siècle.

## Biographie

### Enfance
Jérôme Nunzio Matteo Terzo est né le 7 mai 1683 à Noto dans une vieille famille noble de Sicile.
Durant son jeune âge, il aime à se retirer dans  l'ermitage de saint Conrad de Plaisance pour y prier. 
Certaines sources , indiquent que jusqu'en 1707 il travaille dans une échoppe de cordonnier.

### La vie d'ermite
À l'âge de 24 ans, il décide de s'installer à demeure dans cet ermitage et prend l'habit d'ermite le 30 octobre 1707. Il mène alors une vie contemplative, entrecoupée d'actions de prédication. De nombreuses personnes viennent alors pour le consulter et prendre conseil auprès de lui. En 1710 il rencontre le marquis de Palerme André Statela. Celui-ci, sur les conseils de l'ermite, s'oriente vers les ordres : le marquis est ordonné prêtre et entre au Carmel sous le nom de Salvatore della Trinità (Sauveur de la Trinité).

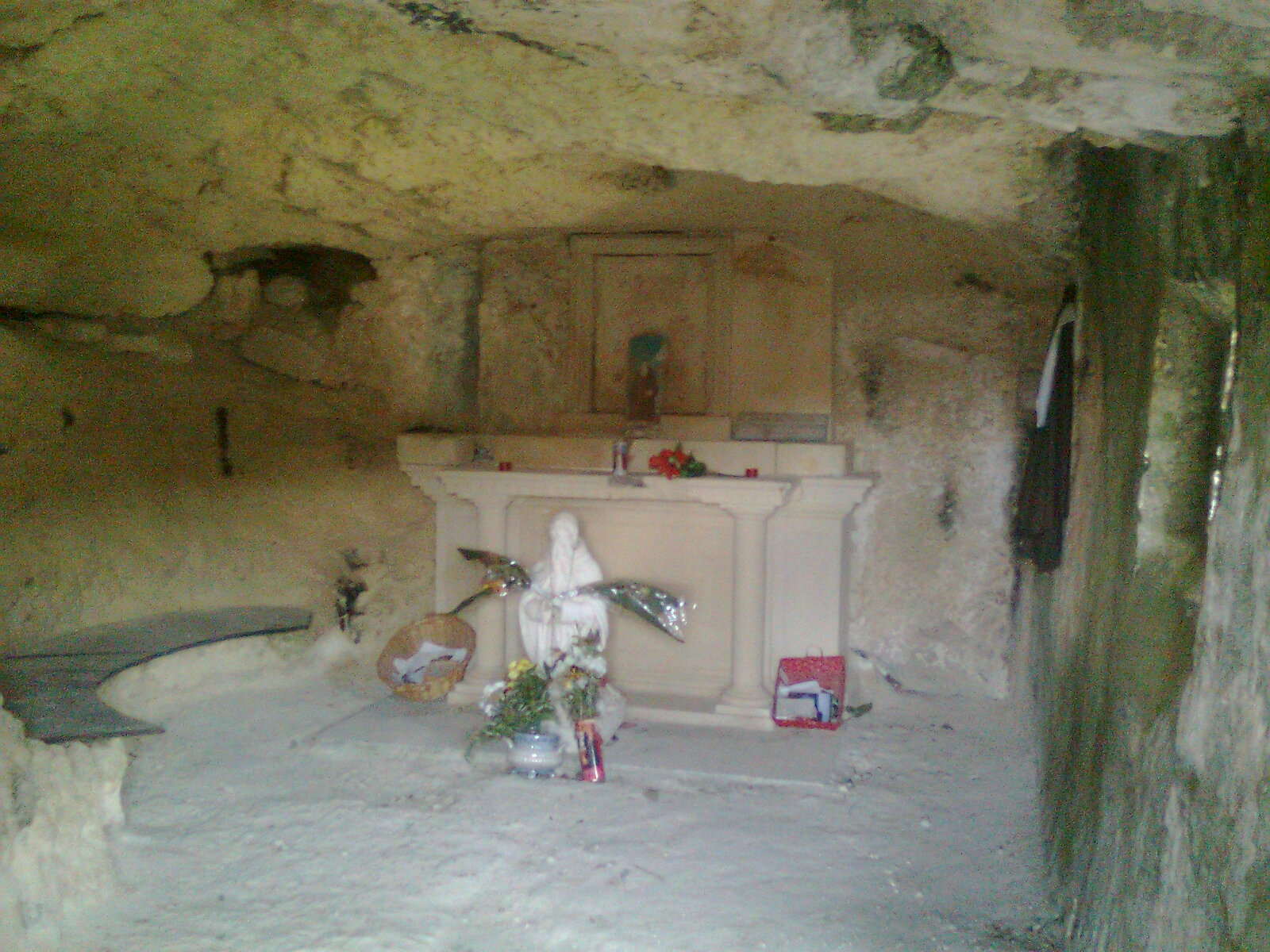
Intérieur de la grotte ou saint Conrad venait prier et dormir.

En 1710, Jérôme Terzo se voit confier la responsabilité d'un autre ermitage : l'ermitage de Santa Maria della Scala (Sainte-Marie de l'échelle, plus complètement "de l'échelle vers le paradis"). Sur le lieu de cet ermitage, en 1498 avait été découverte « une ancienne image miraculeuse de Notre-Dame »; l'image était peinte sur un rocher et exposée aux éléments. En 1715, un tremblement de terre endommage l'église de l'ermitage. Durant 3 ans, l'ermite Jérôme répare et agrandit l'église avant de faire déplacer et installer le rocher portant la peinture de Marie à l'intérieur de cette église (le rocher a été découpé pour isoler la fresque et assurer son transport). On raconte que durant le transport du rocher dans l'église, le frère Jérôme tomba en extase, et qu'il vit que ce lieu deviendrait dans le futur un sanctuaire lié au Carmel.
Jérôme collecte alors des dons et fait construire un monastère à proximité de l'ermitage. Ce monastère deviendra un important centre de dévotion mariale.

### Entrée dans l'Ordre du Carmel
Le frère Jérôme fait un voyage à Rome au cours duquel il obtient du pape le rattachement de l'ermitage de la Scala, ainsi que du couvent à l'Ordre du Carmel. À la suite de son voyage, l'ermite Jérôme fait profession et entre dans l'ordre du Carmel le 6 octobre 1741 sous le nom de Jérôme de Jésus Marie Joseph.
Le frère Jérôme encourage les frères carmes de l'île à embrasser la réforme de l'ordre. Le couvent de la Vierge de la Scala  devient le cœur de la province des carmes réformés de Sicile. Il réalise des déplacements en Sicile, Calabre et à Malte pour prêcher et appeler les pécheurs et les musulmans à la conversion.

### Spiritualité
Le frère Jérôme est décrit comme ayant une grande foi en Dieu et en la Vierge de la Scala. Homme de prière et de pénitence, il avait une grande dévotion pour l'Eucharistie. Tout en étant très humble, le frère Jérôme avait un caractère fort.
Ses contemporains indiquent qu'il avait le don de prophétie, qu'il lisait dans les cœurs et réalisait des miracles. 
Il aurait ainsi déclaré « qu'un jour l'Église d'Angleterre reviendrait en communion avec l'Église de Rome ». 
Il ne négligeait pas l'aide aux pauvres et aux malades, ainsi, lorsque la ville de Messine est dévastée par la peste en 1743, Jérôme se rend sur place pour aider et soigner les malades. 

### Décès et béatification
Le frère Jérôme décède le 11 avril 1758, sur le lieu du sanctuaire de Notre-Dame de la Scala. Il est enterré dans le sanctuaire, et son corps y repose encore à ce jour.
Sa réputation de sainteté et plusieurs miracles incitent les autorités à ouvrir rapidement un procès en béatification. Celui-ci débute le 4 mai 1796. Mais, pour des raisons politiques, le procès est suspendu. La procédure est à nouveau reprise au cours du XXe siècle. Le 7 novembre 1944, la Congrégation des rites tient une assemblée préparatoire à la déclaration de l'héroïcité de ses vertus. 
Le 28 janvier 2004, le postulateur général de la cause, Felip M. Amenos, présente au préfet de la Congrégation pour les causes des saints une étude critique des difficultés rencontrées sur le dossier de Jérôme Terzo. Le but de cette étude est de faire lever les derniers points de blocage (pour sa béatification) soulevés lors de la réunion du 7 novembre 1944.